# Осиповичский сельсовет (Могилёвская область)
Осипо́вичский сельсовет — упразднённая административная единица на территории Осиповичского района Могилёвской области Белоруссии. Был упразднён в 2002 году, населённые пункты были включены в состав Вязьевского сельсовета.

## Состав
Осиповичский сельсовет включал 24 населённых пункта:
- Агула — деревня.
- Большая Горожа — деревня.
- Бродище — деревня.
- Булгары — деревня.
- Деревцы — деревня.
- Дубролёво — деревня.
- Задняя Гряда — деревня.
- Замошье — деревня.
- Заручевье — деревня.
- Заселечье — деревня.
- Клепчаный Мост — деревня.
- Литвиново — деревня.
- Лучицы — деревня.
- Малая Горожа — деревня.
- Молотино — деревня.
- Октябрь — деревня.
- Осиповичи 3 — деревня.
- Осово — деревня.
- Прудок — деревня.
- Ставище — деревня.
- Станция Деревцы — деревня.
- Станция Осиповичи 2 — деревня.
- Ягодное — деревня.
- Ясенец — деревня.